# Kot (Familienname)
Kot ist ein polnischer Familienname.

## Bedeutung
Kot ist ein Wohnstättenname. Zudem ist er ein Übername zum polnischen und tschechischen Wort kot für Katze bzw. Kater.

## Varianten
- Kott
- Kotte

## Namensträger
- Hamdy El-Kot (* 1969), ägyptischer Ruderer
- Jakub Kot (* 1990), polnischer Skispringer
- Jan Kot (* 1962), polnischer Geistlicher, Bischof in Brasilien
- Karol Kot (1946–1968), polnischer Doppelmörder und Krimineller
- Maciej Kot (* 1991), polnischer Skispringer
- Marzena Kot (* 1973),  polnische Handballspielerin
- Natalia Kot (* 1938),  polnische Turnerin
- Serhat Kot (* 1997), deutsch-türkischer Fußballspieler
- Serhij Kot (1958–2022), ukrainischer Historiker
- Sergey Kot (* 1960), usbekischer Leichtathlet
- Stanisław Kot (1885–1975), polnischer Historiker, Politiker und Diplomat
- Tomasz Kot (* 1977), polnischer Schauspieler
- Zbigniew Kot (1927–2011), polnischer Fotograf